# Herbert Hofmeister

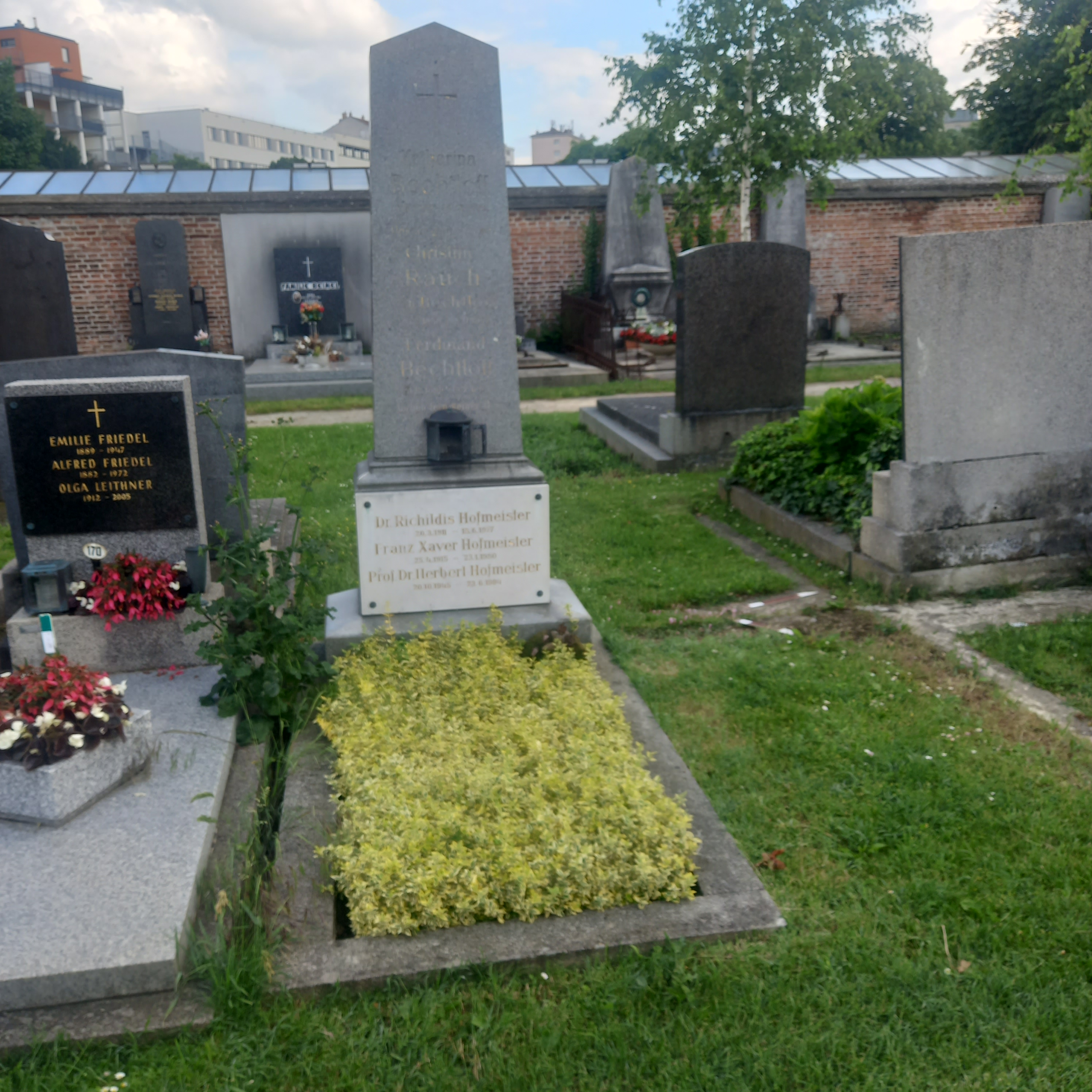
Das Grab von Herbert Hofmeister im Familiengrab auf dem Evangelischen Friedhof Matzleinsdorf in Wien

Herbert Xaver Victor Hofmeister (* 20. Oktober 1945 in München; † 23. Juni 1994 in Wien) war Professor für österreichische und deutsche Rechtsgeschichte an der Universität Wien.

## Leben
Herbert Hofmeister wurde am 20. Oktober 1945 in München geboren und erhielt seine Schulausbildung in Wien. Nach der Matura studierte er Rechtswissenschaften an der Universität Wien. Während dieses Studiums war er ab Oktober 1966 zuerst wissenschaftliche Hilfskraft, dann einer der Assistenten bei Professor Werner Ogris am damaligen Institut für österreichische und deutsche Rechtsgeschichte dieser Universität.
1967 wurde er zum Doktor der Rechts- und Staatswissenschaften promoviert. Die Habilitation im Jahr 1973 beruhte auf seiner Arbeit über die Grundzüge des Liegenschaftserwerbes in der österreichischen Privatrechtsentwicklung. Einer seiner Kollegen an diesem Institut war Wilhelm Brauneder. Die Lehrberechtigung Herbert Hofmeisters als Universitätsdozent umfasste die Gebiete Deutsches Recht (= Rechtsgeschichte) und Österreichische Verfassungs- und Verwaltungsgeschichte. Diese beiden Fächer gehörten nach der damaligen Studienordnung für Juristen zu den Kernfächern des ersten Studienabschnittes und der ersten juristischen Staatsprüfung. Ihre positive Absolvierung als Rigorosum war auch Voraussetzung für das juristische Doktorat.
Ab 1. April 1981 war Herbert Hofmeister Professor an der juridischen Fakultät in Wien.
Herbert Hofmeister spezialisierte sich im Laufe seiner akademischen Tätigkeit auf das Liegenschafts- und Grundbuchsrecht, Entwicklungen im Sozialversicherungsrecht und der Privatrechtsgeschichte. Er hielt über 70 Vorträge zu diesen Themen vor den einschlägigen Fachgremien und Interessenvertretungen.
Die Fachkompetenz Herbert Hofmeisters war in der Rechtsprechung anerkannt. Das drückte sich auch darin aus, dass er in einer höchstgerichtlichen Entscheidung nicht nur zustimmend als Verfasser eines Werkes zitiert, sondern ausdrücklich angesprochen wurde. Der Oberste Gerichtshof hatte in einer Entscheidung zum Grundpfandrecht festgehalten: „… Diesen überzeugenden Ausführungen Hofmeisters, denen der erkennende Senat folgt, ist nichts hinzuzufügen.“ Herbert Hofmeister hatte in den zitierten Passagen frühere Standpunkte u. a. von Demelius weiterentwickelt und präzisiert.
Seine unbestreitbaren Erfolge reichten nicht aus, ihn zufriedenzustellen. Herbert Hofmeister schied am 23. Juni 1994 freiwillig aus dem Leben. Die Gedächtnisschrift, die dem noch nicht 50-Jährigen gewidmet wurde, umfasst über 700 Seiten mit 43 Beiträgen seiner Fachkollegen aus Österreich, Deutschland, der Schweiz, Tschechien, Polen und Japan.

## Werke
Das Schriftenverzeichnis Herbert Hofmeisters umfasst die Seiten 725–732 der Gedächtnisschrift.
- Zur Herkunft der Folter. In: Burgen und Schlösser. Jahrgang 1970. Seiten 9–15.
- Landeshoheit und kirchliche Reform. Österreichisches Archiv für Kirchenrecht. Jahrgang 1972. Seiten 245–272.
- Zur Entwicklung des Eigentumserwerbes an Grundstücken und des Grundkredits in Österreich unter besonderer Berücksichtigung des Einflusses der preußischen Gesetzgebung von 1872. In: Helmut Coing, Walter Wilhelm (Hrsg.): Wissenschaft und Kodifikation des Privatrechts im 19. Jahrhundert. Band III. Frankfurt 1973. Seiten 346–372.
- Die Grundsätze des Liegenschaftserwerbes in der österreichischen Privatrechtsentwicklung seit dem 18. Jahrhundert. Wien 1977. ISBN 3-214-06244-1.
- Die ungarische Judexkurialkonferenz von 1861 aus österreichischer Sicht. Schriftenreihe des Rechtsgeschichtlichen Institutes der Eötvös–Loránd–Universität Budapest. Budapest 1980. Seiten 127–159.
- Die ersten Sozialversicherungsgesetze. In: Theodor Tomandl: 100 Jahre Sozialversicherung in Österreich. Schriftenreihe des Forschungsinstitutes für Soziale Sicherheit beim Hauptverband der österreichischen Sozialversicherungsträger. Wien 1988. Keine ISBN. Seiten 3–12.
- Ein Jahrhundert Sozialversicherung in Österreich. Berlin 1981. Schriftenreihe für Internationales und Vergleichendes Sozialrecht Band 6b.
- Die Grundbuchsumstellung – Konsequenzen und Erfahrungen. Wien 1982. ISBN 3-214-06950-0. (gemeinsam mit Walter Rechberger und Friedrich Stefan)
- Forschungsband Franz Klein. Beiträge des Symposiums Franz Klein zum 60. Todestag. Im Auftrag der Wiener Rechtsgeschichtlichen Gesellschaft. Wien 1988. ISBN 3-214-06003-1. (als Herausgeber)
- Die Verbände in der österreichischen Sozialversicherung. Eine historische Übersicht von den Anfängen bis zum Tätigkeitsbeginn des Hauptverbandes der österreichischen Sozialversicherungsträger. Schriftenreihe des Forschungsinstitutes für Soziale Sicherheit beim Hauptverband der österreichischen Sozialversicherungsträger. Band 10. Wien 1989. Keine ISBN. Kurzfassung mit gleichem Titel in: Festschrift 100 Jahre österreichische Sozialversicherung. Herausgegeben vom Bundesministerium für Arbeit und Soziales und vom Hauptverband der österreichischen Sozialversicherungsträger, mit der Herausgabe betraut: Gert Rudolf. Wien 1989. ISBN 3-85028-202-3. Seiten 217–234.
- Kommentar zu den §§ 825–858 ABGB. In: Michael Schwimann: Praxiskommentar zum ABGB. Band 3. Wien 1989.
- Pro conservanda familiae at agnationis dignitate. Das liechtensteinische Familien-Fideikommiß als Rechtsgrundlage der Familien- und Vermögenseinheit. In: E. Oberhammer (Hrsg.): Der ganzen Welt ein Lob und Spiegel. Das Fürstenhaus Liechtenstein in der frühen Neuzeit. Wien-München 1990. Seiten 46–63. ISBN 3-486-55731-9 und ISBN 3-7028-0300-9.
- Der österreichisch-sardinische Urheberrechtsvertrag von 1840. In: Robert Dittrich: Die Notwendigkeit des Urheberrechtsschutzes im Lichte seiner Geschichte. Österreichische Schriftenreihe für Gewerblichen Rechtsschutz und Urheberrecht-ÖSGRUM Band 9. Wien 1991. Seiten 239–251.
- Das moderne Grundbuch. Eine rechtsvergleichende Studie unter besonderer Berücksichtigung des österreichischen Beispiels. Schriftenreihe des Bundesministeriums für Justiz Band 58. Wien 1992. (gemeinsam mit Helmut Auer)
- Sozialversicherungsrecht. In: Herbert Schambeck: Parlamentarismus und öffentliches Recht in Österreich. 2. Teilband. Berlin 1993. Seiten 1489–1573.
- Anmerkungen zu Entscheidungen in Grundbuchssachen 1984–1994. Wien 1995. ISBN 3-214-04613-6.
- Bauten auf fremdem Grund: Bauwerke im Sinn des Baurechtsgesetzes und Superädifikate Wien 1996. ISBN 3-214-03631-9. (mit Beiträgen von Ludwig Bittner).